# How to Destroy Angels (zespół muzyczny)
How to Destroy Angels (znany również jako How to destroy angels_) – projekt muzyczny tworzony przez Trenta Reznora (Nine Inch Nails), jego żonę Mariqueen Maandig i Atticusa Rossa. Za jego oprawę wizualną odpowiada Rob Sheridan. Nazwa grupy jest nawiązaniem do płyty Coil z 1984, How to Destroy Angels.

## Historia
W czerwcu 2010 zespół wydał pierwszy minialbum How to Destroy Angels zawierający sześć utworów. Pierwszy singel, „A Drowning”, został wydany jako download 4 maja; miks utworu wykonał Alan Moulder. Kolejny utwór „The Space in Between” zilustrowany teledyskiem w reżyserii Ruperta Sandersa miał premierę 14 maja na stronie Pitchfork.com. Autor zdjęć do tego wideoklipu, Greig Fraser, został nagrodzony na festiwalu Camerimage 2010 w kategorii „Najlepsze zdjęcia do wideoklipu”.
Zespół nagrał cover utworu Bryana Ferry′ego „Is Your Love Strong Enough?”, który ukazał się na ścieżce dźwiękowej filmu Dziewczyna z tatuażem.
21 września 2012 Trent Reznor oznajmił, że w listopadzie br. ukaże się drugi minialbum zespołu zatytułowany An Omen. Poinformował również, że kilka utworów z An Omen pojawią się na pierwszym albumie studyjnym grupy Welcome Oblivion, który wydany został 5 marca 2013 roku. Singlem promującym album został utwór „How Long?”.

## Dyskografia

### Albumy studyjne
- Welcome Oblivion (2013)

### EP
- How to Destroy Angels (2010)
- An Omen (2012)

### Single
- "A Drowning" (2010)
- "Keep It Together" (2012)
- "How Long?" (2013)

### Teledyski
- "The Space in Between" (reż: Rupert Sanders) (2010)
- "Keep It together" (reż: Rob Sheridan) (2012)
- "Ice Age" (reż: John Hillcoat) (2012)
- "The Loop Closes" (reż: Rob Sheridan) (2013)
- "How Long?" (reż: Shynola) (2013)